# Новосибирский радиотехнический колледж
Новосибирский радиотехнический колледж (НРТК) — государственное образовательное учреждение в Дзержинском районе Новосибирска. Основан в 1943 году.

## История
Во время Великой Отечественной войны в Новосибирск эвакуировали ленинградские предприятия «Светлана», «Коминтерн» и воронежский завод «Электросигнал», нуждавшиеся в постоянном пополнении кадрового состава. В октябре 1943 года решением ГКО в городе было создано образовательное учреждение для обучения специалистов среднего звена радиотехнической промышленности. В октябре 1944 года был открыт радиотехнический техникум, который первоначально не имел собственного помещения.
В 1980-е годы техникум стал базовым образовательным учреждением предприятий «Коминтерн», «Электросигнал», завода точного машиностроения и новосибирских НИИ.
В 1991 году директором Новосибирского радиотехнического колледжа стал Владимир Владимирович Бородин.
В 1992 году учреждение начинает обучение по специальности «коммерция», в 1993 — «техническое обслуживание и ремонт радиоэлектронной техники».
В 1994 году колледжу исполнилось 50 лет. Преподаватели Т. И. Герт и В. Л. Сизов создают электрорегулировочную практику для ремонта телевизоров.
В 1995 году создано обучение по специальности «экономика, бухгалтерский учёт и контроль». Развивается двухуровневая образовательная система «техник-младший инженер».
В 1996 году завершилась аттестация комиссией управления кадров и учебных заведений Министерства оборонных отраслей промышленности Российской Федерации.
В 2020 году колледж объединили с химико-технологическим но из-за определённых разногласий родителей студентов, объединение продлилось ненадолго.
21 сентября 2020 года колледж был объединен с Новосибирским авиационным техническим колледжом после чего радиоколледж потерял своё имя!

## Вклад сотрудников в развитие колледжа
Значительный вклад в строительство техникума внесли первый директор Л. Я. Левин, а также первые студенты. Под руководством следующего руководителя М. А. Копанцева, возглавлявшего учреждение 30 лет, техникум стал известным образовательным учреждением.

## Награды
В 1970 году коллектив техникума был занесён в книгу Почёта трудовых вкладов области, три года спустя учреждению была вручена Почётная грамота за 1-е место среди техникумов Министерства радиопромышленности СССР.